# Bankovní palác Tatra banky
Bankovní palác Tatra banky je palác nacházející se v Bratislavské části Staré Město na Náměstí SNP.

## Historie
Byl postaven v letech 1922–1925 podle projektu architekta M. M. Harmince. Tomu zde byla po rekonstrukci paláce odhalena pamětní deska. V přízemí se nacházela pobočka Tatra banky, v horních patrech byly byty. Žil zde se svou rodinou bankovní ředitel Dr. Vladimír Jesenský, bratr básníka a prozaika Janko Jesenského.
V 70. a 80. letech 20. století palác využívala Československá televize, později se stala sídlem Ministerstva kultury Slovenské republiky. V jeho vestibulu vznikla rovněž galerie bust významných osobností slovenské kultury.